# Hoya orientalis
Hoya orientalis är en oleanderväxtart som beskrevs av Ping Tao Li. Hoya orientalis ingår i släktet Hoya och familjen oleanderväxter. Inga underarter finns listade i Catalogue of Life.